# Hideichi Yokozeki
Hideichi Yokozeki (横関 英一, Yokozeki Hideichi), né le 11 novembre 1900 et décédé le 16 janvier 1976, est un cartographe japonais. Il a étudié les célèbres vues d'Edo et de Tokyo, et est l'auteur du livre Edo no saka, Tokyo no saka (江戸の坂 東京の坂) (lit. « Les vues d'Edo et Tokyo »).

## Biographie
Il est né le 11 novembre 1900 à Kawagoe-cho, Iruma-gun (aujourd'hui la ville de Kawagoe), dans la préfecture de Saitama, dans une famille de marchands d'engrais. Il est diplômé de l'école de commerce de l'université Waseda en 1924 et, la même année, travaille comme employé de bureau au cinquième collège de la préfecture de Tokyo (aujourd'hui l'école secondaire métropolitaine de Tokyo Koishikawa). En 1937, il devient assistant de recherche de Seika Mayama, qu'il aide à effectuer des recherches historiques pour une pièce de théâtre. En 1937, il devient assistant de recherche auprès de Seika Mayama qu'il assiste dans ses études d'époque sur les productions théâtrales. Il publiera un article sur les Cent vues d'Edo et d'autres régions dans le magazine Ukiyoeikai.
En 1944, il est appelé à faire l'armée et effectuer des missions sur les îles Ogasawara. Plus tard, il retourne travailler au collège préfectoral de Goshu, puis se rend en 1956 au collège métropolitain de Tokyo de Meguro, duquel il était devenu directeur en 1949.
En 1970, il publie les résultats de ses recherches sur l'origine et les emplacements spécifiques des célèbres vues d'Edo et de Tokyo dans son livre Edo no saka, Tokyo no saka (江戸の坂 東京の坂) (lit. « Les vues d'Edo et Tokyo ». La recherche à grande échelle sur ces vues était sans équivalent. Ce livre a suscité l'engouement du public pour ces vues, et en 1976, le mot « Vue » est adopté comme titre du premier poème de la Cour impériale。
Dans ses dernières années, il a mené des recherches dans la région du Kansai, principalement dans la préfecture de Nara, où d'anciens noms de pentes subsistent, et dans la préfecture de Yamagata, où les noms de pentes conservent leurs anciens noms et accents, et il aspirait à étudier les pentes au Japon. Cependant, peu après la publication de Tsugaru Edo no Saka : Tokyo no Saka, sa maladie s'aggrave, et il est mort d'une thrombose artérielle le 16 janvier 1976.